# Stethynium griegi
Stethynium griegi är en stekelart som beskrevs av Girault 1938. Stethynium griegi ingår i släktet Stethynium och familjen dvärgsteklar. Inga underarter finns listade i Catalogue of Life.